# 死亡島
《死亡岛》是一款由Techland开发，Deep Silver发行的動作角色扮演遊戲。该游戏發售於2011年登陸Microsoft Windows、PlayStation 3和Xbox 360，2014年登陸OS X和Linux。该遊戲主要講的是四名幸存者（玩家選擇控制其中任何一位）要在到處都是僵尸的巴诺伊岛（Banoi）中活下來并逃离巴诺伊岛。
2016年5月31日，該游戏的重制版《死亡岛终极版》（Dead Island Definitive Edition）登陸Microsoft Windows、 PlayStation 4和Xbox One，2016年6月3日登陸Linux。
| 汇总媒体   | 得分                                                                                            |
| ---------- | ----------------------------------------------------------------------------------------------- |
| Metacritic | PC: 80/100 PS3: 71/100 X360: 71/100 PC (Definitive Collection): 70/100 PS4: 63/100 XONE: 67/100 |

| 媒体             | 得分   |
| ---------------- | ------ |
| 电脑与电子游戏   | 6.5/10 |
| Edge             | 3/10   |
| IGN              | 8/10   |
| 官方Xbox杂志     | 8/10   |
| 官方Xbox杂志英国 | 7/10   |

## 劇情
在一场派对结束后的深夜，四名幸存者——说唱歌手山姆·B（Sam B.）、香港政府卧底兼酒店前台冼梅（Xian Mei）、前美式足球明星罗根·卡特（Logan Carter）以及退役警探现职业保镖普娜·杰克逊（Purna Jackson）——被紧急广播系统的声音惊醒，他们被要求立即撤离酒店。他们发现，绝大多数人已感染一种高传染性病毒，並沦为嗜血成性的疯狂食人魔。当幸存者险些被一名感染者袭击时，救生员约翰·西纳莫伊（John Sinamoi）及时出手相救。
幸存者们意识到自己似乎对病毒具有免疫力。由于与“广播中的声音”失去联系，西纳莫伊指派他们搜寻物资并尝试联络外界。当他們所在的度假区显然无法长期维持生存所需时，西纳莫伊转而让他们前往莫尔兹比市寻求援助。途中，幸存者们带上了被咬伤机械师的女儿金（Jin），被咬伤的机械师改装了一辆装甲车，帮助他们成功突围离开度假区。
抵达莫尔斯比市后，幸存者们协助一群坚守在被路障封锁的教堂中的人。之後他們前往莫尔斯比市较富裕的区域，突袭了一个被"拉斯科尔"帮派控制的超市。金试图向盘踞在废弃警察局的另一支拉斯科尔势力提供补给，却遭到俘虏。幸存者们消灭了这些帮派成员救出金，但山姆和罗根卻對金非常不滿。
回到度假区后，幸存者们终于与"那个声音"取得联系——对方是巴诺伊岛防卫军(BIDF)指挥官莱德·怀特上校，目前被困在一座只能通过丛林抵达的偏远岛屿高安保监狱中。怀特表示，由於幸存者们的免疫特性，他希望可以藉此研制出疫苗，从而拯救他被咬伤的妻子。他指引幸存者们深入巴诺伊丛林，讓他們寻找一个名叫莫文的走私者，此人知道通往监狱的路。
莫文起初对监狱的事避而不谈，但还是带他们去了一个研究病毒的实验室。研究人员确定感染是源自当地土著的一种库鲁病变异株。在研究人员的要求下，幸存者们从一具土著木乃伊身上采集了组织样本以研究变异前的库鲁病，并救出了一位名叫耶雷玛的土著女子，她当时正面临被部落献祭的命运。
莫文最终同意带幸存者们前往监狱。幸存者们又接到怀特的通知说实验室出了问题，便立即赶回。他们发现实验室里研究的丧尸意外逃脱，只有耶雷玛还活着。在他們救出耶雷玛并拿到看似是疫苗原型的东西后，幸存者们继续向监狱岛进发。
监狱岛上還有囚犯。倖存者們遭到囚犯的攻擊。莫文在帮助金和耶雷玛逃脱时被殺。就在幸存者们即将见到怀特时，却在电梯中被麻醉气体迷晕。他們被一位名叫凯文的囚犯發現並唤醒后，他们得知怀特偷走了疫苗，而且打算带着妻子逃离，并计划用核打击净化整个岛屿。众人冲向屋顶停机坪，却被怀特用枪指住。這時怀特被已變成僵尸的妻子咬伤了手腕。怀特杀死妻子后又枪杀了金，随后给自己注射疫苗，却加剧了他自身的变异。幸存者们之後消灭了怀特，最终驾驶他的直升机逃离巴诺伊岛。